# Star (Idaho)
Star – miasto w Stanach Zjednoczonych, w stanie Idaho, w hrabstwie Ada.